# کامپیز
کامپیز یک مدیر پنجره ترکیبی برای سامانه پنجره اکس است، که از گرافیک سه‌بعدی سخت‌افزار استفاده می‌کند تا جلوه‌های ویژه دسکتاپ ترکیبی برای مدیریت پنجره ایجاد کند. جلوه‌های ویژه از قبیل پویانمایی (به انگلیسی: animation) کمینه‌سازی (به انگلیسی: minimization) یا فضای کاری مکعبی به عنوان اتصالگرهای (به انگلیسی: plugin) قابل بارگذاری تولید شده‌اند . چون این با استاندارد آی سی سی اِم (به انگلیسی: ICCM) مطابقت می‌کند . کامپیز می‌تواند به عنوان جایگزینی برای میوتر (به انگلیسی: Mutter) یا متا سیتی (به انگلیسی: Metacity) پیش‌فرض ، وقتی که از گنول پانل یا از کِی وین (به انگلیسی: Kwin) در محیطهای کاری پلاسما کی دی ای (به انگلیسی: KDE) استفاده می کنید باشد .

## نیازمندی‌های سخت‌افزار
در ابتدا ، کامپیز تنها با سخت افزار سه بعدی پشتیبانی شده توسط Xgl کار می‌کرد . اکثر کارت‌های گرافیک NVIDIA و ATI شناخته شده بودند تا با کامپیز بر روی Xgl کار کنند . پس از ۲۲ مِی ۲۰۰۶ کامپیز با استفاده از AIGLX بر روی استاندار X.Org Server کار می‌کرد . در کنار کارت‌های گرافیک Intel GMA ، AIGILX به‌علاوه استفاده از کارت‌های گرافیک AMD ( شامل R300 و کارت‌های جدیدتر ) ، استفاده از درایور (به انگلیسی: Driver) متن باز رادون (به انگلیسی: radeon) را که GLX_EXT_texture_from_pixmap را بعد از پاییز ۲۰۰۶ پشتیبانی می‌کرد، پشتیبانی کرد . درایورهای دودوئی NVIDIA ( بعد از نسخه 1.0-9629 ) GLX_EXT_texture_from_pixmap را بر روی استاندارد X.Org server پشتیبانی کردند . درایورهای دودوئی ATI/AMD این کار را پس از نسخه 8.42 انجام دادند .

## تاریخچه
اولین نسخه کامپیز به عنوان نرم‌افزار آزاد به وسیله ناول (به انگلیسی: Novell) ( سوزه (به انگلیسی: SUSE) ) در ژانویه ۲۰۰۶ در بیداری Xgl ( جدید نیز ) منتشر شد . این یکی از اولین ترکیب‌کننده‌های مدیریت‌کننده‌های پنجره برای X بود . در مارس ۲۰۰۶ کامپیز به وسیله رد هَت (به انگلیسی: redhat) بر روی AIGLX سوار شد .